# Sphingonotus amplofemurus
Sphingonotus amplofemurus är en insektsart som beskrevs av Huang, C. 1982. Sphingonotus amplofemurus ingår i släktet Sphingonotus och familjen gräshoppor. Inga underarter finns listade i Catalogue of Life.